# Second serment d'allégeance d'al-Aqaba
Pour les articles homonymes, voir Aqaba (homonymie).
En juin 622, Mahomet réunit ses partisans afin de préparer le départ collectif à Yathrib, future Médine. Cette grande rencontre à laquelle participent 73 musulmans fraîchement convertis est connue sous le nom de seconde rencontre d'Aqaba, puisqu'un premier pacte eut lieu. Elle se termine par un engagement des participants, connu sous le nom de second serment d'allégeance d'al-Aqaba :
« Ibn Ishaq dit : Lorsque Dieu — Très Haut — permit à l'Envoyé d'Allah de faire la guerre, et que des gens parmi les Ansars lui ont prêté serment d'embrasser l'islam, de le soutenir, lui (Mahomet) et ceux qui le suivent et ceux qui se réfugient chez eux de parmi les musulmans — alors l'Envoyé d'Allah ordonna à ses compagnons, aussi bien qui se sont émigrés que ceux qui sont restés avec lui à Makkah, d'émigrer à al-Madînah et de rejoindre leurs frères parmi les Ansars ; l'envoyé d'Allah leur dit : « Dieu vous a donné des frères et une demeure où vous serez en sûreté ». »
L'historien Hichem Djaït accorde une grande importance historique à ce serment car il définit toute la politique future, faite de guerre et de paix, qui va permettre à Mahomet d'établir son pouvoir. Plus que dans le texte connu sous le nom de Constitution de Médine, c'est dans le second serment d'allégeance d'al-Aqaba que Hichem Djaït voit le texte qui va permettre à Mahomet de jeter les bases du futur État musulman.

## Filmographie
- 1976 : Le Message (Al-risâlah), de Moustapha Akkad.